# Домат/Емс
Домат/Емс (романш: Domat, итал. Domat/Ems) је град у источној Швајцарској. Домат/Емс припада кантону Граубинден, где је седиште округа Имбоден.
Домат/Емс ниси двоструки назив због историјски помешаног немачког-ретороманског становништва.

## Природне одлике
Град Домат/Емс се налази у источном делу Швајцарске. Од главног града државе, Берна, Домат/Емс је удаљен око 250 км источно, док је од седишта кантона, Хура, свега 8 км западно, па је његово велико предграђе.
Рељеф: Домат/Емс је смештен у долини горње Рајне, на приближно 600 метара надморске висине. Северно и јужно од града стрмо се издижу Алпи. 
Клима: Клима у Домату/Емсу је оштрија варијанта умерено континенталне климе због знатне надморске висине и планинског окружења.
Воде: Кроз Домат/Емс протиче река Рајна својим горњим делом тока.

## Историја
Подручје Домата/Емса је било насељено још у време праисторије и Старог Рима.
Данашње насеље први пут се спомиње 765. године.
До краја 19. века ретороманско становништво било је већинско у насељу (1900. г. - 89%), али га је савремени развој током 20. века потиснуо у корист немачког језика. 

## Становништво
2010. године Домат/Емс је имао око 7.000 становника. Од тога 18,5% су страни држављани.
Језик: ретороманско становништво чинило је преовлађујуће и традиционално становништво града све до средине 20. века. Међутим, становништво је током протеклих неколико деценија постало веома шаролико, па се на улицама Домата/Емса чују бројни други језици. Тако данас немачки језик матерњи за 73,3% становништва, потом следи реторомански језик 11,1%, а трећи је италијански језик (7,4%).
Вероисповест: Месно становништво је одувек било римокатоличко. Међутим, последњих деценија у граду се знатно повећао удео других вероисповести. Данашњи верски састав града је: римокатолици 63,7%, протестанти 20,2%, а потом следе атеисти (3,1%), православци (2,6%), муслимани (4,8%).

## Галерија слика
- Стари део Домата/Емса
- Римокатоличка црква св. Ђијона
- Здање општине
- Протестантска црква